# Зорница Тодорова
Зорница Тодорова е български учен в сферата на полимерите.

## Биография
Родена е през 1987 г. в гр. София, в семейство на химици. Завършва химично инженерство на немски език в Химикотехнологичен и металургичен университет в София и Технически университет Хамбург-Харбург, Германия. Защитава докторантура в Института по полимери към БАН, съвместно с Лайбниц институт по молекулярна фармакология в Берлин. Темата на доктурантурата ѝ е „Получаване и охарактеризиране на полифосфорамидати и фосфорсъдържащи гликополимери“. През 2018 г. работи в Института по полимери към БАН като асистент.
На 1 март 2018 г. печели наградата на Съюза на химиците в България за изявен млад учен в областта на полимерите за 2018 година за изследванията ѝ в областта на фосфорсъдържащи гликополимери.